# Mauro González
Mauro Ezequiel González (Lanús, Buenos Aires, Argentina; 31 de agosto de 1996) es un futbolista argentino que juega como mediocampista y juega en San Martín de Tucumán, de la Primera Nacional de Argentina.

## Trayectoria
Tras ser anunciada su cesión desde Boca Juniors, hizo su debut profesional el 26 de julio de 2015 en el Slovan Bratislava de la Superliga de Eslovaquia. Luego fue cedido a Talleres.
En marzo de 2021 es anunciado como nuevo jugador de la Universidad de Concepción de la Primera B de Chile.
En enero de 2022 firma para Cobresal de la Primera División.
En febrero de 2023, es anunciado como nuevo jugador de Deportes Temuco de la Primera B.
En diciembre de 2023 firma con Rangers de la misma división, con vistas a la temporada 2024.
En febrero de 2025, firma por el Al-Ain SFC de Arabia Saudita.

## Estadísticas

### Clubes
Actualizado hasta su último partido disputado el 17 de agosto de 2025.
| Club                                   | Div.          | Temporada     | Liga  | Liga  | Liga   | Copas nacionales | Copas nacionales | Copas nacionales | Torneos internacionales | Torneos internacionales | Torneos internacionales | Total | Total | Total  |
| Club                                   | Div.          | Temporada     | Part. | Goles | Asist. | Part.            | Goles            | Asist.           | Part.                   | Goles                   | Asist.                  | Part. | Goles | Asist. |
| -------------------------------------- | ------------- | ------------- | ----- | ----- | ------ | ---------------- | ---------------- | ---------------- | ----------------------- | ----------------------- | ----------------------- | ----- | ----- | ------ |
| Š. K. Slovan Bratislava · Eslovaquia   | 1.ª           | 2015-16       | 16    | 1     | 2      | 2                | 0                | 0                | 2                       | 0                       | 1                       | 20    | 1     | 3      |
| Š. K. Slovan Bratislava · Eslovaquia   | Total club    | Total club    | 16    | 1     | 2      | 2                | 0                | 0                | 2                       | 0                       | 1                       | 20    | 1     | 3      |
| Š. K. Slovan Bratislava B · Eslovaquia | 2.ª           | 2015-16       | 9     | 0     | 0      | —                | —                | —                | —                       | —                       | —                       | 9     | 0     | 0      |
| Š. K. Slovan Bratislava B · Eslovaquia | Total club    | Total club    | 9     | 0     | 0      | 0                | 0                | 0                | 0                       | 0                       | 0                       | 9     | 0     | 0      |
| Chacarita Juniors Argentina            | 1.ª           | 2017-18       | 9     | 0     | 0      | —                | —                | —                | —                       | —                       | —                       | 9     | 0     | 0      |
| Chacarita Juniors Argentina            | Total club    | Total club    | 9     | 0     | 0      | 0                | 0                | 0                | 0                       | 0                       | 0                       | 9     | 0     | 0      |
| Club Almagro Argentina                 | 2.ª           | 2018-19       | 11    | 0     | 0      | 2                | 0                | 0                | —                       | —                       | —                       | 13    | 0     | 0      |
| Club Almagro Argentina                 | Total club    | Total club    | 11    | 0     | 0      | 2                | 0                | 0                | 0                       | 0                       | 0                       | 13    | 0     | 0      |
| C. A. Temperley Argentina              | 2.ª           | 2019-20       | 18    | 2     | 1      | —                | —                | —                | —                       | —                       | —                       | 18    | 2     | 1      |
| C. A. Temperley Argentina              | Total club    | Total club    | 18    | 2     | 1      | 0                | 0                | 0                | 0                       | 0                       | 0                       | 18    | 2     | 1      |
| C. A. Patronato Argentina              | 1.ª           | 2020-21       | —     | —     | —      | 6                | 0                | 0                | —                       | —                       | —                       | 6     | 0     | 0      |
| C. A. Patronato Argentina              | Total club    | Total club    | 0     | 0     | 0      | 6                | 0                | 0                | 0                       | 0                       | 0                       | 6     | 0     | 0      |
| Universidad de Concepción · Chile      | 2.ª           | 2021          | 27    | 2     | 4      | —                | —                | —                | —                       | —                       | —                       | 27    | 2     | 4      |
| Universidad de Concepción · Chile      | Total club    | Total club    | 27    | 2     | 4      | 0                | 0                | 0                | 0                       | 0                       | 0                       | 27    | 2     | 4      |
| C. D. Cobresal · Chile                 | 1.ª           | 2022          | 20    | 0     | 1      | 1                | 0                | 0                | —                       | —                       | —                       | 21    | 0     | 1      |
| C. D. Cobresal · Chile                 | Total club    | Total club    | 20    | 0     | 1      | 1                | 0                | 0                | 0                       | 0                       | 0                       | 21    | 0     | 1      |
| Deportes Temuco · Chile                | 2.ª           | 2023          | 26    | 0     | 3      | 3                | 1                | 0                | —                       | —                       | —                       | 29    | 1     | 3      |
| Deportes Temuco · Chile                | Total club    | Total club    | 26    | 0     | 3      | 3                | 1                | 0                | 0                       | 0                       | 0                       | 29    | 1     | 3      |
| Rangers de Talca · Chile               | 2.ª           | 2024          | 32    | 7     | 10     | 3                | 2                | 0                | —                       | —                       | —                       | 35    | 9     | 10     |
| Rangers de Talca · Chile               | Total club    | Total club    | 32    | 7     | 10     | 3                | 2                | 0                | 0                       | 0                       | 0                       | 35    | 9     | 10     |
| Al-Ain Saudi F. C. Arabia Saudita      | 2.ª           | 2024-25       | 13    | 2     | 1      | —                | —                | —                | —                       | —                       | —                       | 13    | 2     | 1      |
| Al-Ain Saudi F. C. Arabia Saudita      | Total club    | Total club    | 13    | 2     | 1      | 0                | 0                | 0                | 0                       | 0                       | 0                       | 13    | 2     | 1      |
| San Martín (T) Argentina               | 2.ª           | 2025          | 4     | 0     | 0      | —                | —                | —                | —                       | —                       | —                       | 4     | 0     | 0      |
| San Martín (T) Argentina               | Total club    | Total club    | 4     | 0     | 0      | 0                | 0                | 0                | 0                       | 0                       | 0                       | 4     | 0     | 0      |
| Total carrera                          | Total carrera | Total carrera | 185   | 14    | 22     | 17               | 3                | 0                | 2                       | 0                       | 1                       | 204   | 17    | 22     |
| 1. 2.                                  |               |               |       |       |        |                  |                  |                  |                         |                         |                         |       |       |        |

## Palmarés
| Título            | Club                | País      | Año     |
| ----------------- | ------------------- | --------- | ------- |
| Torneo de Reserva | Talleres de Córdoba | Argentina | 2016-17 |